# 能越県境パーキングエリア
能越県境パーキングエリア（のうえつけんきょうパーキングエリア）は、石川県七尾市大泊ならびに富山県氷見市脇にある能越自動車道（七尾氷見道路）のパーキングエリアである。石川県の別所岳SAからは約46 km、富山県の福岡PAからは約34 kmと、両施設のちょうど中間にあたる地点に位置する。

## 道路
- E41 能越自動車道（七尾氷見道路）

## 歴史
- 2015年（平成27年）
  - 2月28日 - 灘浦IC - 七尾大泊IC間開通に伴い（同日には七尾城山IC - 七尾IC間も開通）、七尾氷見道路全線開通[2][4]。
  - 6月15日 - PAの名称募集開始[5]。
  - 8月28日 - 名称が「上り：能越県境PA（石動山側）、下り：能越県境PA（仏島側）」に決定[6]。
  - 11月8日 - 能越県境PA供用開始[1][2][3][7][8]。

## 施設
当PAは石川県および富山県の県境に位置しており、トイレ脇に県境が引かれている。また、県境の目印となる青のラインが、トイレ脇にある「全線開通記念プレート」のそば（写真参照）、PA内とPA外のガードレールにそれぞれ表示されている。

### 上り線・石動山側（輪島･穴水･七尾方面）

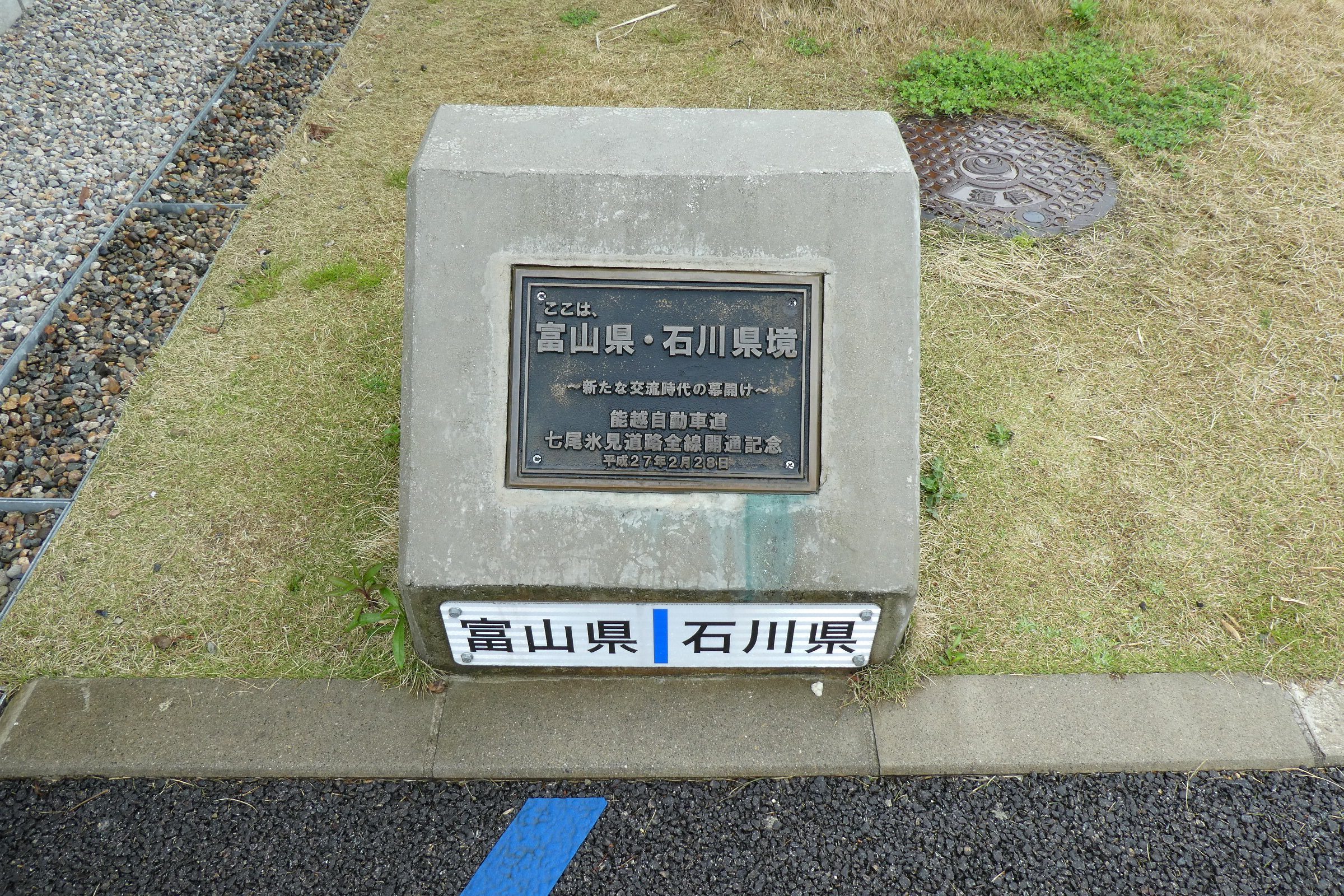
七尾氷見道路全線開通記念プレート。富山・石川の県境に設置されている。

- 駐車場
  - 小型 10台[1][3][8]
  - 大型 11台[1][3][8]
- トイレ
  - 男性 大3・小4
  - 女性 7
  - 車椅子用 1

### 下り線・仏島側（小矢部砺波･高岡･氷見方面）
- 駐車場
  - 小型 10台[1][3][8]
  - 大型 11台[1][3][8]
- トイレ
  - 男性 大3・小4
  - 女性 7
  - 車椅子用 1

仏島側の施設裏には展望ベンチがあり、晴天であれば富山湾越しに親不知・朝日岳・白馬鑓ヶ岳などの後立山連峰、毛勝山・池ノ谷氷河・剱岳・立山・薬師岳などの立山連峰といった北アルプスを眺望できる。

## 隣
E41 能越自動車道（七尾氷見道路）
(7) 灘浦IC - 能越県境PA - (8) 七尾大泊IC